# 文化大观园
文化大观园（英语：Cultural Kaidoscope），是香港凤凰卫视的一档文化类节目，主持人是王鲁湘，2006年开播，节目围绕文化现象、生活、美学及思想等种种课题抒发情怀。
本節目於2010年由大明宫国家遗址公园冠名赞助，2018年起獲台儿庄古城冠名贊助，其余时间均无冠名。

## 播出时间
《文化大观园》自开播以来播出时间一直都有变动，在2012年属于《博览大文化》时段；2013年属于独立时段；2014年加入《凤凰观天下》时段；2015年正式属于独立时段；2017年於鳳凰衛視香港台啟播。
现行的节目播出时间如下：
- 凤凰卫视中文台：香港时间周六12：00-12：30首播，周六18：15-18：45、周日0：45-1：15、9：45-10：15及周一14：00-14：25重播。
- 凤凰卫视欧洲台：格林威治时间周五22：25-23：00首播，周六13：30-14：00、20:00-20:30重播。
- 凤凰卫视美洲台：美国西部时间周五18：10-18：45首播，周六2：05-2：40重播。
- 凤凰卫视澳洲版：悉尼时间周六7：25-8：00首播，22：30-23：00重播。
- 鳳凰衛視香港台（以粵語配音形式播出，且播出的內容相對較舊）：香港時間周六17:30-18:00首播，周日09:00-09:30及周一02:30-03:00重播
- 有線寬頻開電視HOY TV（以粵語配音形式播出，且播出的內容相對較新）：香港時間周日10:00-10:30首播

特别改动：2014年6月9日-7月11日，美洲台因播出2014年世界杯足球赛特别节目《巨星面對面》等腾讯制作的原创节目（播出时间：18:40-19:00），节目提前至18：05分播出、18：40分结束。

## 部分播出内容
- 《两蒋在台湾》：2010年1月15日
- 《杜甫草堂》：2012年3月2日
- 《纳兰性德》：2012年4月13日、4月20日
- 《左宗棠》：2012年12月21日、12月28日
- 《星云开示》：2013年2月16日
- 《李叔同》：2013年3月16日、3月23日
- 《七年参佛路》：2013年12月21日、12月28日
- 《亲临潮州》：2014年2月
- 《访梵高后人 遇见梵高》：2014年5月9日、16日

## 同名书籍
- 《文化大观园》，中国友谊出版公司，ISBN 7505722972